# Gaetã
Gaetã (Hebreu: בגאטה) é definido como o príncipe dos Edomitas. Foi o nome do filho de Elifaz, que é filho de Esaú; portanto  irmão de Temã, Omar, Zefô e Quenaz, de acordo com Gênesis 36:11:
E os filhos de Elifaz foram: Temã, Omar, Zefô, Gaetã e Quenaz.
Gaetã significa “seu toque”.